# Francisco Ferreira da Silva
Francisco Ferreira da Silva (ur. 26 stycznia 1852 w Aguiar da Beira, zm. 8 maja 1920 w Lizbonie) – portugalski duchowny rzymskokatolicki, prałat terytorialny Mozambiku.

## Biografia
Od 1889 pracował w diecezji Santiago de Cabo Verde na Wyspach Zielonego Przylądka. Był m.in. wykładowcą seminarium duchownego, kanonikiem kapituły katedralnej, wizytatorem parafii w Gwinei Portugalskiej i od 1899 gubernatorem (wikariuszem generalnym) biskupstwa, zarządzając nim pod nieobecność biskupa Joaquima Augusto de Barrosa. Był także członkiem świeckiej komisji szkolnej kolonii.
14 listopada 1904 papież Pius X mianował go prałatem terytorialnym Mozambiku oraz biskupem tytularnym syeneńskim. 29 czerwca 1905 przyjął sakrę biskupią z rąk patriarchy Lizbony kard. José Sebastião Neto. Współkonsekratorami byli biskup Portalegre Gaudêncio José Pereira oraz biskup pomocniczy patriarchatu Lizbony José Alves de Matos.
Za jego pontyfikatu 20 kwietnia 1911 w Portugalii przyjęto ustawę o rozdziale Państwa i Kościoła, na podstawie której wygnano z portugalskich kolonii zakonników, pozostawiając misje wyłącznie w rękach misjonarzy wywodzących się z duchowieństwa świeckiego. W prałaturze terytorialnej Mozambiku dotknęło to głównie misji jezuickich, uznawanych za najbardziej rozwinięte oraz salezjańskich, które odpowiadały za edukację
13 lutego 1914 z powodów zdrowotnych powrócił do Portugalii. Pod koniec życia cierpiał na demencję. Zmarł 8 maja 1920, do śmierci de iure pozostając prałatem terytorialnym Mozambiku.